# Мастит
Масти́т (лат. mastitis, від дав.-гр. μαστός — «груди, молочні залози») — інфекційно-запальний процес у молочній залозі, якій спричинюють певні патогени. Найчастіше він буває у породіль, які годують грудьми дитину (лактаційний мастит). Може виникати як наслідок «некоригованого» лактостазу. Проте, інколи, він може бути й у жінок, які не вигодовують грудьми, у вагітних і навіть у новонароджених дітей обох статей.

## Загальна характеристика
Згідно з клінічними дослідженнями, найчастішими причинами гострого лактаційного маститу є порушення режиму догляду за грудьми (під час лактації в жінок, які вперше народили). Мастит може виникати внаслідок переохолодження ділянки молочної залози, через тріщину, садно, подряпину чи ранку на соску, в тканину грудей можуть проникати бактерії.
Треба відрізняти мастит від застою молока в протоках (лактостаз). Застій виглядає як болюче, набрякле, тверде ущільнення в груді. У більшості випадків саме лактостаз передує розвитку гострого лактаційного маститу. Шкіра над застійною протокою часто гіперемована, так само, як і при маститі. Гарячка й біль при маститі звичайно більш виражені. Однак не завжди легко розрізнити початковий мастит та лактостаз. Обоє пов'язані із болючим ущільненням у груді. Лактостаз може переходити в мастит. Щоб визначити чи відноситься підвищення температури до проблем грудей, треба виміряти температуру в декількох місцях — під обома пахвами, у лікті, у паху. Якщо температура під пахвами є найвищою, тоді це підтверджує наявність маститу.

## Етіологія
- порушення відтоку молока з якоїсь частки залози або з неї в цілому в результаті закупорки молочних проток;
- погане спорожнювання груді або певної її частини.

### Фактори виникнення
- погане спорожнювання грудей:

- неправильне захоплення грудей;
- годівля в одній позиції;
- використанням пристосувань, що імітують груди;
- використання накладок для грудей під час годування;

- обмеження перебування дитини біля грудей;
- наявність тріщин соска;
- годування грудьми по графіку (рідкі та короткі годівлі по режиму приводять до поганого спорожнювання грудей);
- введення додаткової рідини
- відмова від годування грудьми й перехід на штучне вигодовування;
- здавлювання молочних залоз тісним одягом або пальцями матері під час годування;
- сон на животі;
- стрес;
- надмірне фізичне навантаження (спазми проток молочних залоз);
- травми й забиті місця грудей;
- годування грудьми не розігрівшись після переохолодження.

Збудники — стрептококи, стафілококи, рідше — пневмококи, гонококи та ін.

## Клінічні прояви

### Серозний гострий мастит
Раптовий початок, гарячка (до 39° С), сильний біль в молочній залозі, при пальпації — болючий інфільтрат з нечіткими межами. Залоза збільшена в розмірах, напружена, шкіра над вогнищем гіперемійована. Нерідко виникають лімфангіт, регіонарний лімфаденіт.

#### Лікування
Амоксицилін, пеніцилін і деякі інші часто призначувані антибіотики зазвичай не допомагають при лікуванні маститу. Якщо є потреба в антибіотиках, вони повинні діяти на золотистий стафілокок (лат. Staphylococcus aureus). Ефективні проти цієї бактерії цефалексин, клоксациллін, флуклоксациллин, амоксиклав, клиндамицин і ципрофлоксацин. Останні два підходять для матерів з алергією на пеніцилін. Лікування призначає лікар.

Також проводять наступні заходи:
- виправити прикладання дитини до грудей;
- навчитися годувати дитину в різних позиціях;
- не давати дитині імітаторів соска (дурника, соску);
- не використовувати накладки на сосок для годування;
- годувати далі грудьми, якщо це тільки не занадто болісно. Якнайкраще спорожнювати болючу грудь:

- розташувати дитину біля грудей так, щоб її підборіддя «вказувало» на місце застою;
- під час ссання дитини, легенько масажувати груди в районі ущільнення в напрямку від основи грудей до соска;
- під час годування зігрівати місце застою, випити щось тепле, прийняти теплий душ, (він підсилює ефект окситоцину), під душем можна зробити масаж (легкий) і дати груди дитині (або зцідити груди, потім запропонувати дитині груди для розсмоктування застою). Якщо після годівлі застій пальпується — слід зцідити груди. Якщо є підозра на інфікований мастит, виключаються всякі теплові медичні процедури (особливо спиртові!) через небезпеку виникнення абсцесу. Також потрібно виключити грубий масажі грудей;
- між годуваннями на почервоніле місце прикладати лід (лід загорнути в тканину) на 5-10 хвилин. Лід не має лікувальних властивостей, але за рахунок скорочення проток знімає почервоніння та набряк груді;

- якщо не можливо годувати грудьми, потрібно зціджувати молоко. Щоб не відбулося поширення інфекції в сусідні ділянки, зціджування повинні робитися електричним молоковідсмоктувачем, його можна взяти напрокат.

Якщо всі міри лікування маститу виявляються ефективними, то зціджування закінчують на 10-й день.
- не обмежувати час перебування дитини біля грудей;
- виключно грудне вигодовування (без допоювання та догодовування) у перші 6 місяців — 1 рік;
- призначають додаткові зціджування залежно від складності, може бути від 1-го до 3-х на добу;
- спати на спині або на боці;
- вільний одяг, нетісний бюстгальтер;
- як тільки відчується полегшення відразу ж почати знову прикладати дитину до грудей;— чим раніше, тим краще. Мастит проходить швидше, якщо годувати грудьми;
- висока температура допомагає впоратися зі збудником. Збивати температуру тільки якщо хворій дуже погано, а не просто тому, що вона є;
- якщо закупорена протока закінчується маленьким пухирцем на вершині соска, можна відкрити його стерильною голкою. Простерилізувати голку або шпильку, остудити, і проколоти пухир. Не треба длубатися в соску. Просто злегка проткнути пухирець збоку або зверху. Розкриття пухира зменшить біль у соску, навіть якщо не вдасться відразу спорожнити забиту протоку;
- якщо закупорена протока не очистилася протягом 48 годин (звичайно проходить), часто допомагає фізіотерапія ультразвуком. Це можна зробити в лікарні. Доза: 2 watts/cm, безупинно, протягом п'яти хвилин до місця застою, один раз на день, до двох доз. Якщо дві фізіопроцедури не допомогли, немає ніякого сенсу продовжувати. Ультразвук допомагає й при повторюваних на тому самому місці застоях. Коли застої повторюються, деяким матерям може допомогти також прийом лецитина, одна капсула (1200 мг) 3 або 4 рази в день;
- якщо через 2 дні поліпшення не наступило;— виникає небезпека інфікованого маститу. У цьому випадку лікування призначає лікар;— антибіотик, але його обов'язково треба попередити про те, що Ви хочете продовжувати годувати дитину грудьми. У цьому випадку лікар призначить ті антибіотики, які можна приймати жінці, що годує, не відмовляючись від годівлі грудьми;
- якщо симптоми починають стихати, не треба починати прийом антибіотиків. Симптоми будуть поступово минати й зовсім зникнуть протягом наступних 2-5 днів. Температура звичайно падає в першу добу, біль минає через 24-48 годин, а ущільнення в груді розсмоктується за кілька днів. Червоність може залишитися протягом тижня або більше;
- відпочинок допомагає впоратися з цією хворобою.

#### Ускладнення
- Абсцес: мастит іноді ускладнюється абсцесом. В цьому випадку не потрібно припиняти годівлю, навіть проблемною грудю. Раніше абсцес майже завжди розкривали хірургічним шляхом. Тепер частіше проводять кілька відсмоктувань за допомогою голки або дренажу при контролі радіографії;— це менше впливає на годівлю грудьми. Якщо є потрібна операція, розріз треба робити якнайдалі від ореола.

### Гнійний (деструктивний) мастит
Є такі форми — абсцедуюча, флегмонозна, гангренозна. Характеризується тяжким загальним станом, гарячкою, збільшенням молочної залози, різкою болючістю, гіперемією шкіри (може бути із синюшним відтінком), лімфангоїтом, лімфаденітом. загальною інтоксикацією тощо. За відсутності адекватної медичної допомоги та лікування, надалі може розвиватись сепсис.

#### Лікування
Лікування гнійного маститу — хірургічне, яке полягає в розтині гнійника та дренуванні молочної залози. Розрізи роблять півмісяцеві або ж у радіальному напрямі вздовж ходу вивідних проток, не чіпаючи сосків та грудні кружальця. При множинних абсцесах нерідко виникає необхідність у кількох розрізах. Антибіотикотерапія та симптоматичне лікування обов'язкове, обсяг визначається хірургом в індивідуальному порядку. При лактаційному деструктивному маститі, немовля переводять на штучне вигодовування, не зважаючи на «метаболічний стрес» у дитини.

#### Профілактика
- підготовка грудей і сосків до годування, ще у період вагітності
- часте прикладання дитини до грудей не рідше ніж що 2 год. (відмовитися від графіку годувань);
- слідкування за правильністю прикладання до грудей
- до та після годування гігієнічне обмивання (протирання) грудей
- забирати груди після того як дитина їх відпустила, навчитися правильно забирати груди;
- чергувати груди приблизно що 2 години;
- вільний одяг, не тісний бюстгальтер;
- сон на спині або на боці;
- максимум уникання стресових ситуацій;
- розумне фізичне навантаження;
- виключно грудне вигодовування (без допоювання та догодовування) в перші 6 міс.;
- перш ніж годувати грудьми після переохолодження потрібно розігрітись;
- уникання травм грудей;
- корисно також періодично масажувати груди перевіряючи на наявність болючих ущільнень;
- зціджувати залишки молока після годування
- при появі дрібних ушкоджень, використовувати «зеленку» та терміново проконсультуватись з лікарем